# Association tunisienne des femmes démocrates
L'Association tunisienne des femmes démocrates ou ATFD est une association féministe tunisienne fondée en 1989.

## Historique
Dans les années 1970 et 1980, un cercle de réflexion et de débat féministe se constitue au sein du Club culturel Tahar-Haddad, avec le soutien de Jalila Hafsia,. La première apparition publique des « femmes démocrates », d'un mouvement qui n'est pas encore constitué officiellement, est en septembre 1982, le lendemain du massacre de Sabra et Chatila. Des femmes en noir défilent dans Tunis pour protester contre ce massage et exprimer leur solidarité avec les Palestiniens.
L'Association tunisienne des femmes démocrates est constituée officiellement le 6 août 1989. Elle se montre indépendante du pouvoir, et critique celui-ci sur ses concessions aux islamistes, sur son manque de démocratie et sur les droits des femmes, jugeant le statut des femmes en Tunisie en deçà des standards internationaux, tels que définis dans la Convention sur l'élimination de toutes les formes de discrimination à l'égard des femmes, même si le Code du statut personnel promulgué dès l'indépendance en 1956 avait constitué à l'époque une avancée.

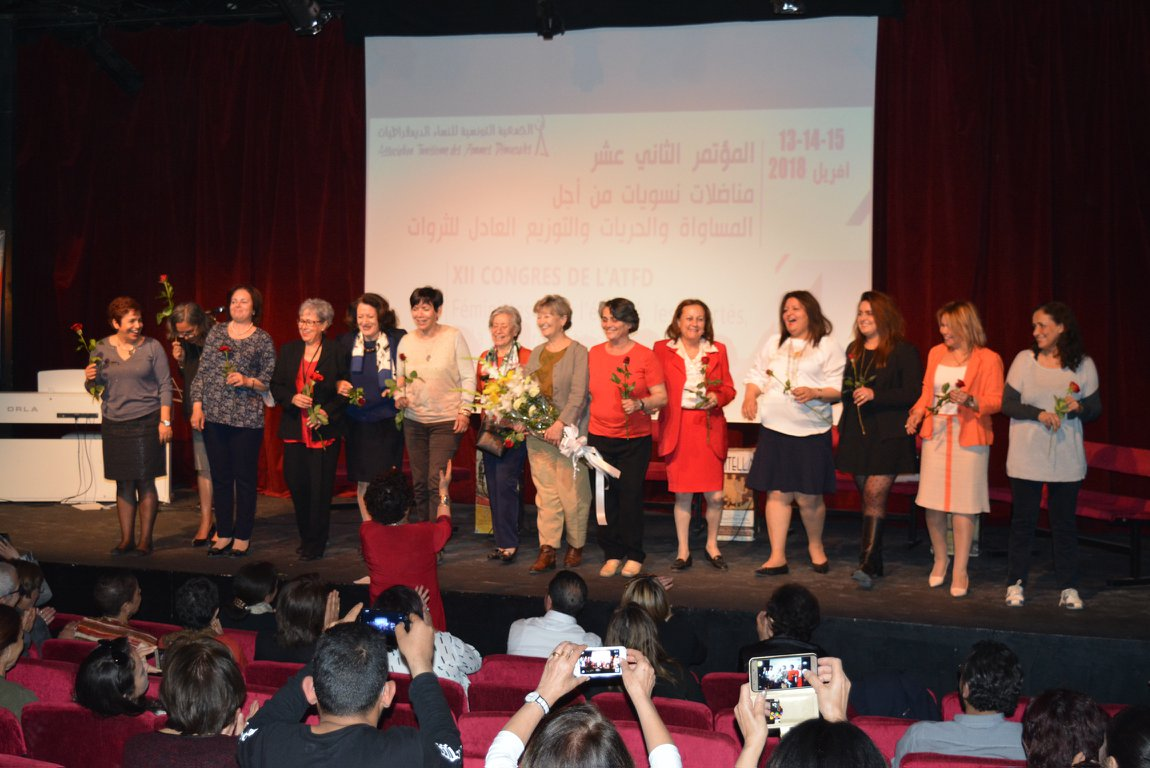
12e congrès de l'ATFD, le 13 avril 2018 à Tunis.

En 1993, l'association crée le centre d'écoute pour les femmes victimes de violence. En 2004, elle est à l'origine de la loi sur le harcèlement sexuel. L'association prend aussi une part importante à la révolution tunisienne de 2011, puis aux événements qui ont suivi, se battant notamment pour des listes respectant la parité hommes-femmes pour l'élection de l'assemblée constituante, et, toujours, pour des évolutions législatives garantissant une égalité des genres.
En 2008, l'association se voit décerner le Prix des Droits de l'homme de la République française. En 2012, elle se voit décerner le Prix Simone de Beauvoir pour la liberté des femmes.

## Présidentes
- 1989-1995 : Hédia Jrad[7] ;
- 1995-2001 : Bochra Belhaj Hmida[8] ;
- 2001-2004 : Héla Abdeljaouad[9] ;
- 2004-2006 : Ahlem Belhadj[10],[11] ;
- 2006-2008 : Khadija Chérif[12] ;
- 2008-2012 : Sana Ben Achour[13] ;
- 2012-2013 : Ahlem Belhadj[11] ;
- 2013-2016 : Saïda Rached[14],[15] ;
- 2016-2018 : Monia Ben Jemia[16] ;
- 2018-2021 : Yosra Frawes[17] ;
- 2021-2024 : Naila Zoghlami[18] ;
- depuis 2024 : Raja Dahmani[19].